# Manifeste de l'indépendance
 (janvier 2017).
 (février 2015).
Si vous disposez d'ouvrages ou d'articles de référence ou si vous connaissez des sites web de qualité traitant du thème abordé ici, merci de compléter l'article en donnant les références utiles à sa vérifiabilité et en les liant à la section « Notes et références ».

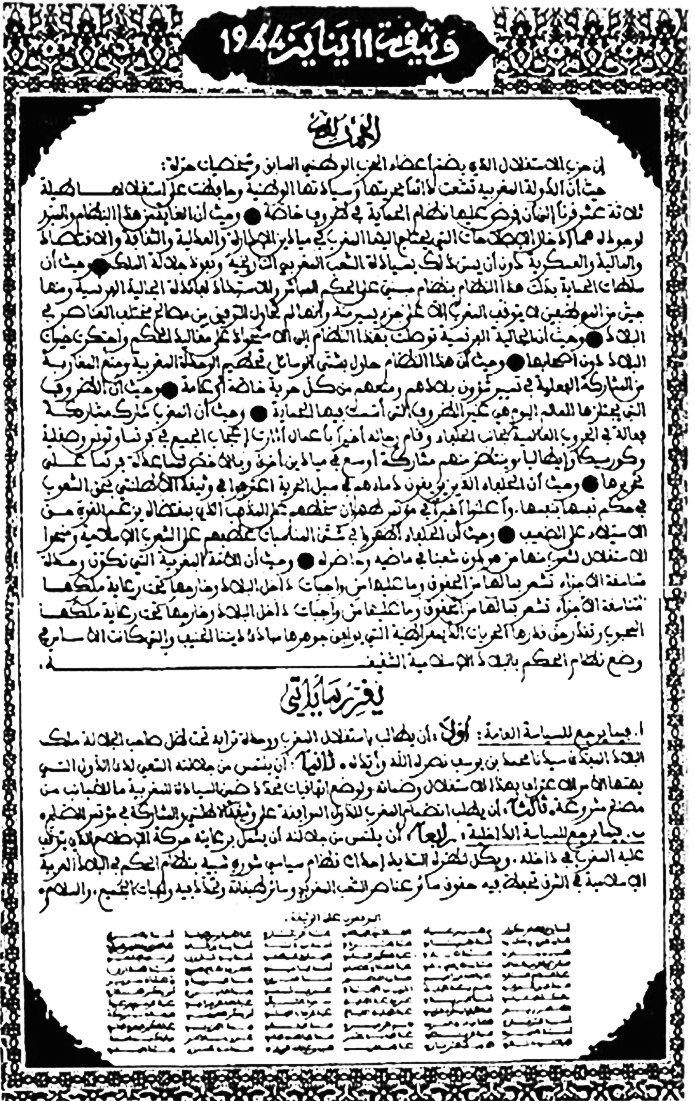
Proclamation de l'indépendance du Maroc

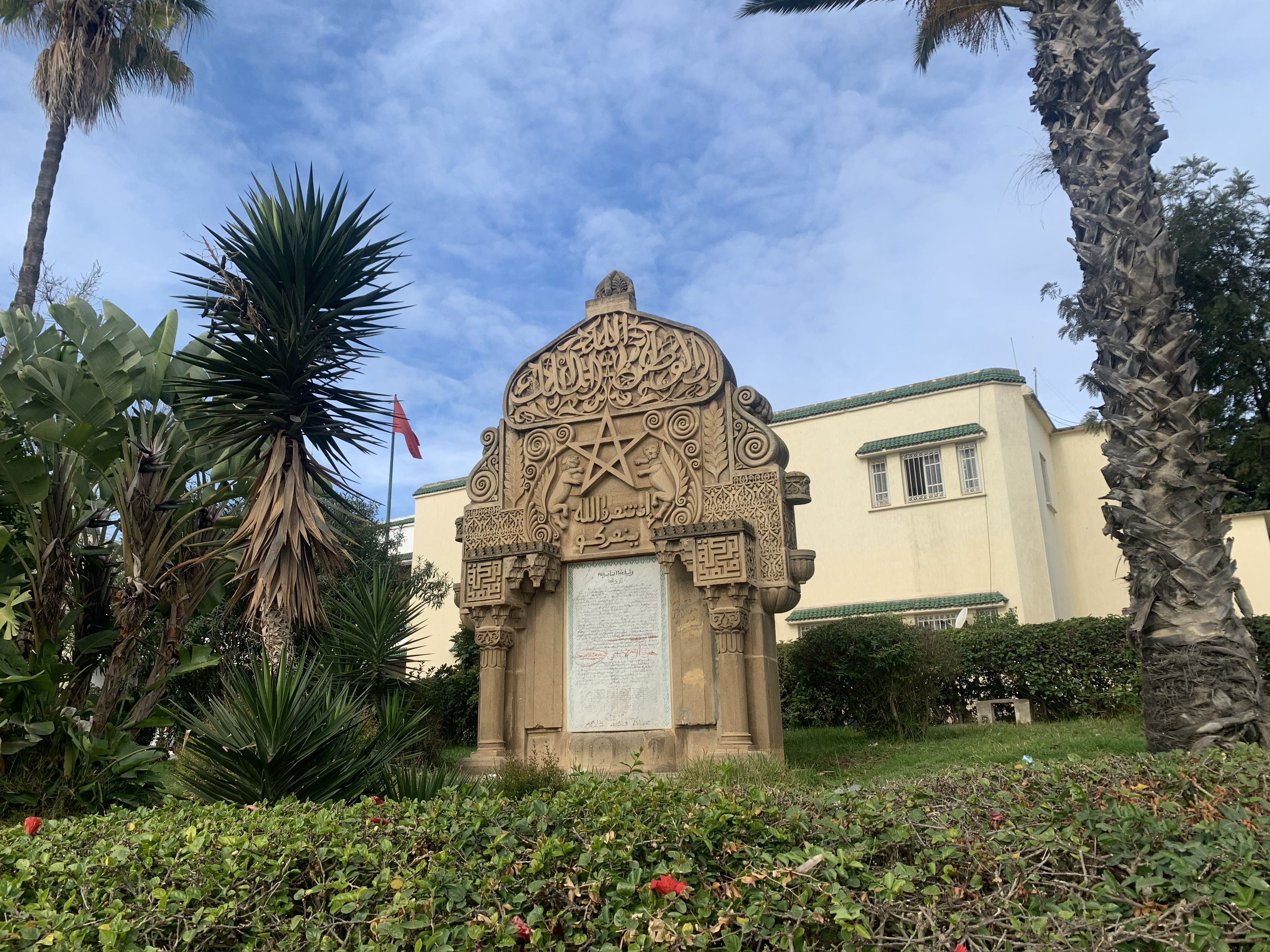
Monument à l'effigie du manifeste de l'indépendance à Salé

Le Manifeste du 11 janvier 1944 (arabe : وتيقة 11 يناير 1944) ou Manifeste de l'Indépendance du Maroc (وثيقة المطالبة بالإستقلال) est un acte grandement symbolique au Maroc, qui consolide et formalise les prises de position nationalistes issues du Manifeste contre le Dahir berbère du 28 août 1930. Le 11 janvier est officiellement jour férié au Maroc.

## Contexte

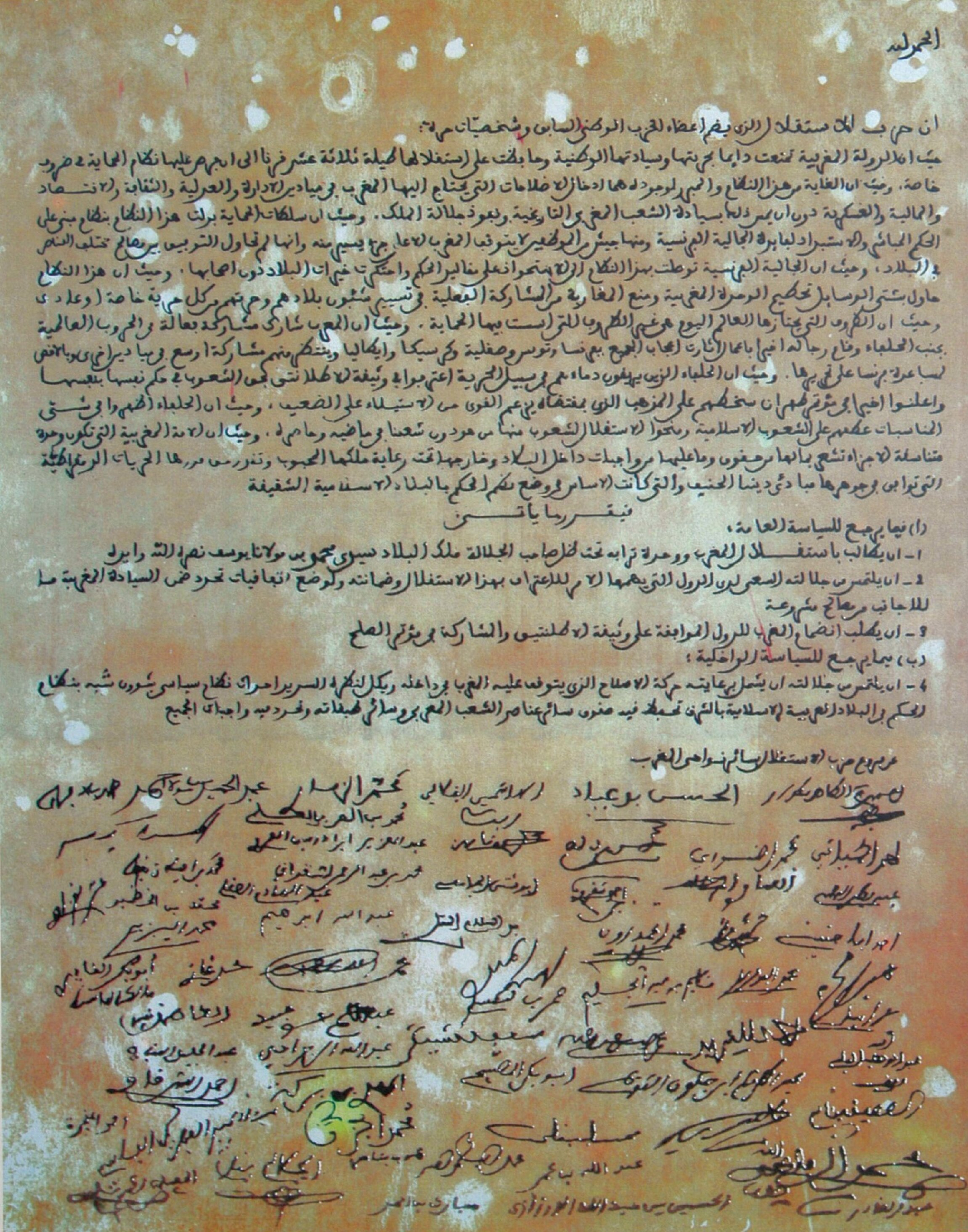
Document du 01 novembre 1944 faisant référence à la proclamation de l'indépendance du Maroc (Scan)

Le 8 novembre 1942, pendant la Seconde Guerre mondiale, le Maroc est alors sous protectorat français, quand les Anglo-américains débarquent sur les plages casablancaises dans le cadre de l'opération Torch. La France libre reprend le contrôle d'une administration coloniale française largement pétainiste et collaborationniste. Cet événement suscite la satisfaction des nationalistes marocains.
En janvier 1943, le sultan Mohammed Ben Youssef, de fait prisonnier de l'administration du protectorat mais qui n'avait publiquement manifesté aucune sympathie pour l'Allemagne hitlérienne, et a protégé les Juifs marocains de toute disposition légale et réglementaire antisémite, se voit confirmer le soutien des États-Unis à l'indépendance du Maroc, une fois la guerre finie, par le président Roosevelt en marge de la conférence d'Anfa.
Le 18 décembre 1943, les anciens cadres encore en liberté du Parti national interdit en 1937 et dont les principaux dirigeants (Allal El Fassi, Mohamed Hassan Ouazzani, etc.) sont encore en prison ou en exil, organisent clandestinement à Rabat le congrès fondateur du Parti de l'Istiqlal.
La version originale du Manifeste de l'Indépendance est rédigée dans l'ancienne médina de Fès (chez "DarMekouar") par Ahmed El Hamiani Khatat et Ahmed Bahnini, avocats du parti. Ensuite amendé par leurs compagnons, le manifeste en fait le programme du Parti qui mènera le Maroc à l'indépendance. 
Le 11 janvier 1944, alors que l'issue incertaine de la guerre semblait malgré tout évidente aux plus lucides, 66 Marocains prennent le risque énorme à l'époque de signer un manifeste public revendiquant l'arrêt de toutes les dispositions consécutives au protectorat et demandant la pleine indépendance du Maroc. 
Les principaux dirigeants nationalistes toutes origines confondues se regroupent autour du manifeste pour l'indépendance, constituant une mouvance politique réelle, représentative de la société marocaine et de tous les milieux, urbains et ruraux. Ils décident ensemble et d'emblée de s'en remettre au sultan Mohammed Ben Youssef, auquel ils soumettent ainsi leur revendication.
Tous font partie du panthéon marocain : grands résistants avant l'indépendance, les signataires deviennent ensuite les symboles du Maroc libre et les hommes clés de la construction du nouveau Maroc.

## Instigateurs
Moulay Abdelhadi Alaoui était perçu par Paris comme le principal initiateur du Manifeste de l'indépendance. Il était détesté par le Résident général de France au Maroc, le maréchal Juin, selon les mémoires publiés en 1991 par le président de l'Association Conscience française, le docteur Guy Delanoe. Il a plus tard signé une tribune dans le quotidien des libéraux du Maroc, Maroc-Presse, en juin 1955, qui lui est proposée par son ami Jacques Lemaigre Dubreuil peu avant l'assassinat de ce dernier.

## Le manifeste

### Texte
Texte du Manifeste de l’Indépendance du 11 janvier 1944 présenté par les nationalistes de toutes tendances au sultan Mohamed Ben Youssef :
1. Considérant que le Maroc a toujours constitué un État libre et souverain, et qu’il a conservé son indépendance pendant treize siècles jusqu’au moment où, dans les circonstances particulières, un régime de protectorat lui a été imposé ;
2. Considérant que ce régime avait pour fin et pour raison d’être de doter le Maroc d’un ensemble de réformes administratives, financières et militaires, sans toucher à la souveraineté traditionnelle du peuple marocain sous l’égide de son Roi ;
3. Considérant qu’à ce régime, les autorités du Protectorat ont substitué un régime d’administration directe et d’arbitre au profit de la colonie française, dont un fonctionnariat pléthorique et en grande partie superflu, et qu’elles n’ont pas tenté de concilier les divers intérêts en présence ;
4. Considérant que c’est grâce à ce système que la colonie française a pu accaparer tous les pouvoirs et se rendre maîtresse des ressources vives du pays au détriment des autochtones ;
5. Considérant que le régime ainsi établi a tenté de briser, par les moyens divers, l’unité du peuple marocain, a empêché les Marocains de participer de façon effective au gouvernement de leur pays et les a privés de toutes les libertés publiques individuelles ;
6. Considérant que le monde traverse actuellement des circonstances autres que celles dans lesquelles le protectorat a été institué ;
7. Considérant que le Maroc a participé de façon effective aux guerres mondiales aux côtés des Alliés, que ses troupes viennent d’accomplir des exploits qui ont suscité l’admiration de tous, aussi bien en France, qu’en Tunisie, en Corse, en Sicile et en Italie, et qu’on attend d’elles une participation plus étendue sur d’autres champs de bataille ;
8. Considérant que les alliés qui versent leur sang pour la cause de la liberté, ont reconnu dans la Charte de l’Atlantique le droit des peuples à disposer d’eux-mêmes et qu’ils ont récemment, à la Conférence de Téhéran, proclamé leur réprobation de la doctrine qui prétend que le fort doit dominer le faible ;
9. Considérant que les Alliés ont manifesté à différentes reprises leur sympathie à l’égard des peuples musulmans et qu’ils ont accordé l’indépendance à des peuples dont le patrimoine historique est moins riche que le nôtre, et dont le degré de civilisation est d’un niveau inférieur à celui du Maroc ;
10. Considérant enfin que le Maroc constitue une unité homogène, qui, sous la Haute direction de son Souverain, prend conscience de ses droits et de ses devoirs, tant dans le domaine interne que dans le domaine international et sait apprécier les bienfaits des libertés démocratiques qui sont conformes aux principes de notre religion, et qui ont servi de fondement à la Constitution de tous les pays musulmans.

Décide :
A- En ce qui concerne la politique générale :
1. De demander l’indépendance du Maroc dans son intégrité territoriale sous l’égide de Sa Majesté Sidi Mohammed Ben Youssef, que Dieu le glorifie ;
2. De solliciter de Sa Majesté d’entreprendre avec les nations intéressées des négociations ayant pour objet la reconnaissance et la garantie de cette indépendance, ainsi que la détermination dans le cadre de la souveraineté nationale des intérêts légitimes des étrangers au Maroc.
3. De demander l’adhésion du Maroc à la Charte de l’Atlantique et sa participation à la Conférence de la paix.

B- En ce qui concerne la politique intérieure :
1. De solliciter de Sa Majesté de prendre sous Sa Haute direction le Mouvement de réformes qui s’impose pour assurer la bonne marche du pays, de laisser à Sa Majesté le soin d’établir un régime démocratique comparable au régime de gouvernement adopté par les pays musulmans d’Orient, garantissant les droits de tous les éléments et de toutes les classes de la société marocaine et définissant les devoirs de chacun. »

### Signataires
1. Mohammed Benlarbi al-Alami
2. Abdelkader Hassan El Assimi
3. Ahmed Bahnini
4. Ahmed Balafrej
5. M'hamed Belkhadir
6. Kacem Benabdeljalil
7. Omar Benabdeljalil
8. M'hammed Ben-Azzouz
9. Mehdi Ben Barka
10. Ahmed Benbouchta
11. Omar Benchemssi
12. Ahmed Benchekroun El Meknassi
13. Ahmed Bendella
14. Abdelaziz Bendriss Amraoui
15. Abdelkrim Benjelloun Touimi
16. el-Hassan Benjelloun
17. Seddick Benlarbi
18. Jilali Bennani
19. M'hamed Ben Jilali Bennani
20. Mohamed El Bekkali
21. Mohammed Bensouda
22. Abderrahim Bouabid
23. Mohamed Bouamrani
24. El Hassan Bouayad
25. Ahmed Cherkaoui
26. El Hafiane Cherkaoui
27. Messaoud Chiguer
28. Mohamed Diouri
29. Abdelkbir Ben Mehdi El Fassi
30. Malika Belmehdi El Fassi
31. Mohamed Ghali El Fassi
32. Mohamed El Fatimi El Fassi
33. Abdelkbir Fassi-Fihri Ben Hfid
34. Abdelwahab El Fassi-Fihri
35. El Hachemi El Filali
36. M'barek Ben Ahmed
37. Mohamed Ghazi
38. Mohamed el-Hamdaoui Taghi
39. Ahmed El Hamiani Khatat
40. Nasser Al Hussaïni
41. Abdallah Ibrahim
42. Bouchta Jamai
43. Mohamed el-Jazouli
44. Othman Jorio
45. Mohammed Laghzaoui
46. Ahmed Lyazidi
47. Mohamed Lyazidi
48. Ahmed el-Manjra
49. Ahmed Mekouar
50. Abdeslam El Mestari
51. Mohammed Aissaoui Mestassi
52. Driss M’hammedi
53. El Hussaïne Benabdellah El Ouarzazi
54. Abdeljalil El Kabbaj
55. Boubker El Kadiri
56. Abdallah Rahmani
57. Abdallah Regragui
58. Mohamed Rifaï
59. Mohamed Ben Abderrahmane Saâdani
60. Boubker Sbihi
61. Ali ben lamrabet
62. Abdelhamid Zemmouri
63. Amr Zemmouri
64. Mohamed Zeghari
65. Kacem Zhiri
66. Tahar Ben El Fqih Abi Bakr Zniber[3].

## Conséquences
La réaction de la Résidence française à Rabat fut immédiate : une forte pression fut exercée sur le sultan Mohammed Ben Youssef pour qu'il condamne publiquement le Manifeste et il fut procédé à l' arrestation de tous les signataires connus et de nombreux nationalistes, déjà fichés par les services de la police française au Maroc. 
Dans la nuit du 28 au 29 janvier 1944, Ahmed Balafrej, secrétaire général du Parti de l'Istiqlal, et son adjoint Mohamed Lyazidi, sont arrêtés à Rabat sous prétexte d'intelligence avec les forces de l'Axe. À Fès, Abdelaziz Bendriss et Hachemi Filali sont incarcérés. 
À la suite de ces premières arrestations, des manifestations et des soulèvements de protestations secouent le pays et se soldent par de nombreuses victimes et de nombreuses arrestations, en particulier dans les villes de Casablanca, Fès, Rabat et de Salé. Les tribunaux militaires condamnent à mort de nombreux résistants.
L'indignation suscitée par leur exécution associée à l'admiration portée aux signataires du Manifeste seront les éléments déclencheurs d'une déferlante populaire qui trouvera son issue onze ans plus tard avec la fin du protectorat et l'indépendance du Maroc, proclamée le 18 novembre 1955 par les autorités marocaines, deux jours après  le retour d'exil du sultan Mohammed Ben Youssef et reconnue officiellement par la France le 2 mars 1956. 